# Banditerna i Milano
Banditerna i Milano (italienska: Banditi a Milano) är en italiensk kriminalfilm från 1968 i regi av Carlo Lizzani.

## Utmärkelser
Filmen vann David di Donatello-priset för bästa regi och bästa produktion 1968.

## Rollista i urval
- Gian Maria Volontè - Cavallero
- Don Backy - Notarnicola
- Ray Lovelock - Lopez
- Tomás Milián - kommissarie Basevi
- Ezio Sancrotti - Rovoletto
- Carla Gravina - Anna
- Margaret Lee - den prostituerade
- Piero Mazarella - Piva
- Peter Martell - beskyddaren